# Clearwater (Nebraska)
Clearwater es una villa ubicada en el condado de Antelope en el estado estadounidense de Nebraska. En el Censo de 2010 tenía una población de 419 habitantes y una densidad poblacional de 440,81 personas por km².

## Geografía
Clearwater se encuentra ubicada en las coordenadas 42°10′15″N 98°11′23″O / 42.17083, -98.18972. Según la Oficina del Censo de los Estados Unidos, Clearwater tiene una superficie total de 0.95 km², de la cual 0.95 km² corresponden a tierra firme y (0%) 0 km² es agua.

## Demografía
Según el censo de 2010, había 419 personas residiendo en Clearwater. La densidad de población era de 440,81 hab./km². De los 419 habitantes, Clearwater estaba compuesto por el 93.08% blancos, el 0.24% eran afroamericanos, el 0% eran amerindios, el 0.48% eran asiáticos, el 0% eran isleños del Pacífico, el 5.25% eran de otras razas y el 0.95% pertenecían a dos o más razas. Del total de la población el 11.46% eran hispanos o latinos de cualquier raza.